# سالمن اوکورونکوو
سالمن اوکورونکوو (انگلیسی: Solomon Okoronkwo؛ زادهٔ ۲ مارس ۱۹۸۷) بازیکن فوتبال اهل نیجریه است.
از باشگاه‌هایی که در آن بازی کرده‌است می‌توان به باشگاه فوتبال زاربروکن، باشگاه فوتبال اس‌وی زاندهاوزن، باشگاه فوتبال ساترن رامنسکویه، باشگاه فوتبال ارتسگبیرگ آئو، باشگاه فوتبال هرتابرلین، باشگاه فوتبال السوند اف. کی و باشگاه فوتبال روت‌وایس اسن اشاره کرد.
وی همچنین در تیم‌های ملی فوتبال زیر ۱۷ سال نیجریه، زیر ۲۰ سال نیجریه، زیر ۲۳ سال نیجریه و نیجریه بازی کرده‌است.
وی در مسابقات بین‌المللی در مجموع برندهٔ ۱ مدال نقره شده‌است.